# Боровська сільська рада (Білозерський район)
Боровська́ сільська рада (рос. Боровской сельский совет) — сільське поселення у складі Білозерського району Курганської області Росії.
Адміністративний центр — село Боровське.
Населення сільського поселення становить 1231 особа (2017; 1326 у 2010, 1696 у 2002).
30 травня 2018 року до складу сільського поселення була включена територія ліквідованої Зюзінської сільської ради (села Бузан, Зюзіно, присілки Лихачі, Новозаборка, Слободчикова).

## Склад
До складу сільського поселення входять:
| Населений пункт        | Населення, осіб (2002) | Населення, осіб (2010) |
| ---------------------- | ---------------------- | ---------------------- |
| Березовський, селище   | 169                    | 99                     |
| Боровське, село        | 760                    | 644                    |
| Бузан, село            | 22                     | 15                     |
| Діаново, присілок      | 18                     | 7                      |
| Зюзіно, село           | 338                    | 247                    |
| Лихачі, присілок       | 130                    | 106                    |
| Масляна, присілок      | 176                    | 149                    |
| Новозабірка, присілок  | 80                     | 59                     |
| Слободчикова, присілок | 3                      | -                      |